# Route nationale 153
Pour les articles homonymes, voir N153 et Route 153.
La route nationale 153, ou RN 153, est une ancienne route nationale française ayant connu deux itinéraires différents.
Elle a d'abord relié Bourges à Souvigny, près de Moulins. Elle a été déclassée en RD 953 sauf à ses deux extrémités : de Bourges à Saint-Just, elle est devenue une section de la RN 76 (actuellement RD 2076) alors que, de Saint-Menoux à Souvigny, elle est devenue la RD 253.
Le numéro 153 a depuis été réutilisé pour un tronçon reliant Illange à Apach. Il s'agit de l'ancienne RN 53bis entre Yutz et la frontière sarroise et d'un nouveau tracé entre l'échangeur 37.2 de l'A31 et la sortie de Yutz. Ce tronçon a été déclassé à la suite du décret du 5 décembre 2005 et est devenu RD 654.

## Deuxième tracé: d'Illange à Apach
- Illange D 654
- Basse-Ham
- Kœnigsmacker
- Hunting
- Sierck-les-Bains
- Rustroff
- Apach D 654

## Premier tracé: de Bourges à Souvigny
Entre Bourges et Dun-sur-Auron, les RD 2076 et 953 font partie de la route Jacques-Cœur.

### Ancien tracé de Bourges au Rond Gardien
- Bourges (D 2076)
- Saint-Just (D 2076)
- Dun-sur-Auron (D 953)
- Thaumiers
- Le Pondy
- Les Perrons, commune de Charenton-du-Cher
- Laugère, commune de Charenton-du-Cher
- Ainay-le-Château
- Les Breures, commune de Saint-Bonnet-Tronçais
- Rond Gardien en forêt de Tronçais D 953

### Ancien tracé du Rond Gardien à Souvigny
- Rond Gardien en forêt de Tronçais D 953
- Cérilly
- Theneuille
- Ygrande
- Bourbon-l'Archambault
- Saint-Menoux (D 953)
- Souvigny (D 253)

La RD 953 a repris un tronçon de la RN 694 entre Saint-Menoux et la RN 145 (actuelle RD 945) à Moulins.